# Johan Agrell
Johan Joachim Agrell (1. února 1701 Löth - 19. ledna 1765 Norimberk) byl švédský hudební skladatel a kapelník.

## Život a kariéra
První hudební zkušenosti získal ve své vlasti. 1734 vstoupil do kapely prince Maximiliana von Hessen-Kassel. Po krátké době přešel do dvorní kapely v Kasselu. Roku 1746 byl jmenován dvorním kapelníkem v Norimberku. Zde se seznámil se svým pozdějším nakladatelem Johannem Ulrichem Hafnerem. V Norimberku pracoval Agrell téměř dvacet let, také jako vedoucí sboru ve Frauenkirche.

## Dílo
- Koncert pro cembalo a smyčcový orchestr A-Dur
- Koncert pro hoboj b-Moll
- Koncert pro flétnu a cembalo H-Dur
- Koncert pro cembalo A-Dur
- Koncert pro flétnu, klavír a cembalo G-Dur